# Gobierno de Ignacio Andrade
El gobierno de Ignacio Andrade (1898-1899) es considerado un gobierno bajo la influencia de Joaquín Crespo, habiéndose consolidado mediante un fraude electoral a José Manuel Mocho Hernández, resultando en el último gobierno electo por presidenciales del Liberalismo Amarillo, para el período 1898-1902.
Tras la muerte de Crespo en combate el mismo año de su asunción, la presidencia de Andrade se debilitó, concluyendo tras la Revolución Liberal Restauradora al año siguiente, liderada por Cipriano Castro. Andrade escapó hacia el exilio en Puerto Rico.

## Contexto histórico
El presidente Joaquín Crespo mantenía una influencia muy fuerte en el país tras dos mandatos; había democratizado el país ganando en elecciones limpias y estableciendo el voto directo y secreto, y había designado como su sucesor al general Ignacio Andrade, quien ganó mediante amenazas con machetes hacia los votantes, obteniendo 406.610 votos contra 2.203 del favorito de la oposición, José Manuel El Mocho Hernández. Crespo pasó a ser el presidente del Gran Estado Miranda, y su plan era volver a recibir el gobierno de la mano de Andrade cuando finalizara su gobierno, en 1902.

## Política nacional

### Política económica
Durante ese tiempo el gobierno de Andrade enfrentó dificultades económicas tras la caída en los precios del café. El 20 de abril de 1899 se aprobó la Ley sobre Inversiones Extranjeras, la primera de este tipo en el país. El 22 de abril se inició el debate para una reforma constitucional que regresara a los 20 estados, en vez de los 9 de ese momento, la cual fue aprobada con la oposición de 25 parlamentarios.

## Política exterior

### Francia
Tras la muerte de Antonio Guzmán Blanco, el presidente Andrade firmó un decreto publicado el 31 de julio de 1899 para trasladar sus restos desde París hasta el Panteón Nacional, sin embargo, esto no se llevaría a cabo hasta un siglo después.

### Imperio británico y Guyana
En 1899 se firmó el Laudo de París con el Imperio británico y la mediación de Estados Unidos. El Nacional ha considerado que el presidente Andrade «carecía de liderazgo y de autoridad», lo que aunado a la Revolución Liberal Restauradora significó unas condiciones desfavorables para el país en el tratado. El laudo ha sido criticado posteriormente por numerosos gobiernos.

## Oposición

### Levantamiento de 1898
El Mocho Hernández lideró un levantamiento que duró desde el 23 de febrero al 12 de junio de 1898, cuando terminó apresado en La Hacha.

### Levantamiento de Ramón Guerra
Ramón Guerra, quien había arrestado al Mocho Hernández, también se alzó en contra del gobierno de Andrade.

### Revolución Liberal Restauradora
Tras la Revolución Liberal Restauradora el país entró en una fuerte crisis política que debilitó al gobierno, causando su caída en 1899.